# Лопадя-Ноуе
Лопадя-Ноуе (рум. Lopadea Nouă) — село у повіті Алба в Румунії. Адміністративний центр комуни Лопадя-Ноуе.
Село розташоване на відстані 272 км на північний захід від Бухареста, 30 км на північний схід від Алба-Юлії, 56 км на південь від Клуж-Напоки.

## Населення
За даними перепису населення 2002 року у селі проживали 1053 особи.
Національний склад населення села:
| Національність | Кількість осіб | Відсоток |
| -------------- | -------------- | -------- |
| угорці         | 1014           | 96,3%    |
| румуни         | 34             | 3,2%     |
| цигани         | 5              | 0,5%     |

Рідною мовою назвали:
| Мова      | Кількість осіб | Відсоток |
| --------- | -------------- | -------- |
| угорська  | 1012           | 96,1%    |
| румунська | 41             | 3,9%     |